# Sadillac
Sadillac là một xã của Pháp, nằm ở tỉnh Dordogne trong vùng Aquitaine của Pháp.

## Hành chính
| Danh sách các xã trưởng                |             |             |                  |         |
| Giai đoạn                              | Giai đoạn   | Tên         | Đảng             | Tư cách |
| tháng 3 năm 2001                       | đương nhiệm | Yves Bordes | không chính thức |         |
| Tất cả các dữ liệu trước đây không rõ. |             |             |                  |         |

## Thông tin nhân khẩu
| Năm    | 1962 | 1968 | 1975 | 1982 | 1990 | 1999 | 2006 |
| ------ | ---- | ---- | ---- | ---- | ---- | ---- | ---- |
| Dân số | 135  | 138  | 102  | 100  | 113  | 92   | 104  |